# Botenac
Botenac (en francès Botenac) és un municipi francès situat al departament de l'Aude i a la regió d'Occitània.